# Welaka
Welaka é uma vila localizada no estado americano da Flórida, no condado de Putnam. Foi incorporada em 1887.

## Geografia
De acordo com o United States Census Bureau, a cidade tem uma área de 3,9 km², onde 3,8 km² estão cobertos por terra e 0,1 km² por água.

### Localidades na vizinhança
O diagrama seguinte representa as localidades num raio de 32 km ao redor de Welaka.

## Demografia
Segundo o censo nacional de 2010, a sua população é de 701 habitantes e sua densidade populacional é de 182,9 hab/km². É a localidade menos populosa do condado de Putman embora tenha sido a que, em 10 anos, teve o maior crescimento populacional do condado. Possui 578 residências, que resulta em uma densidade de 150,8 residências/km².